# Iglesia del Arcángel Miguel (Pedoulas)
La iglesia del Arcángel Miguel (en griego: Αρχάγγελος Μιχαήλ o Εκκλησία του Αρχάγγελου Μιχαήλ) es una iglesia ortodoxa chipriota situada en Pedoulas, Chipre. La iglesia fue inscrita en la Lista del Patrimonio Mundial de la UNESCO en 1985 como parte del Iglesias pintadas de la región de Troodos.

## Descripción
La iglesia es una de las iglesias con techo de granero en las montañas de Troodos y está ubicada en la localidad de Pedoulas. Está dedicado al Arcángel Miguel.
Según una inscripción, la iglesia fue pintada en 1474 a expensas del cura Basilio Chamados. En una imagen en la entrada norte el donante, arrodillado y con túnicas sacerdotales, entrega al arcángel una maqueta de la iglesia. Detrás de él están su esposa y sus dos hijas ricamente vestidas. Dentro de un ciclo de imágenes del Nuevo Testamento, la “Captura” muestra a Jesús, ignorando a Judas, volviéndose hacia Pedro, quien le había cortado la oreja a Malco. Los soldados, algunos con bigote, visten cotas de malla, puñales, espadas y lanzas.
En el muro occidental, el emperador Constantino y su madre Helena sostienen entre ellos la cruz de Jesús. Helena usa aretes enjoyados. Santa Kyriaki tiene personificaciones de la Semana Santa en su túnica.

## Galería de imágenes

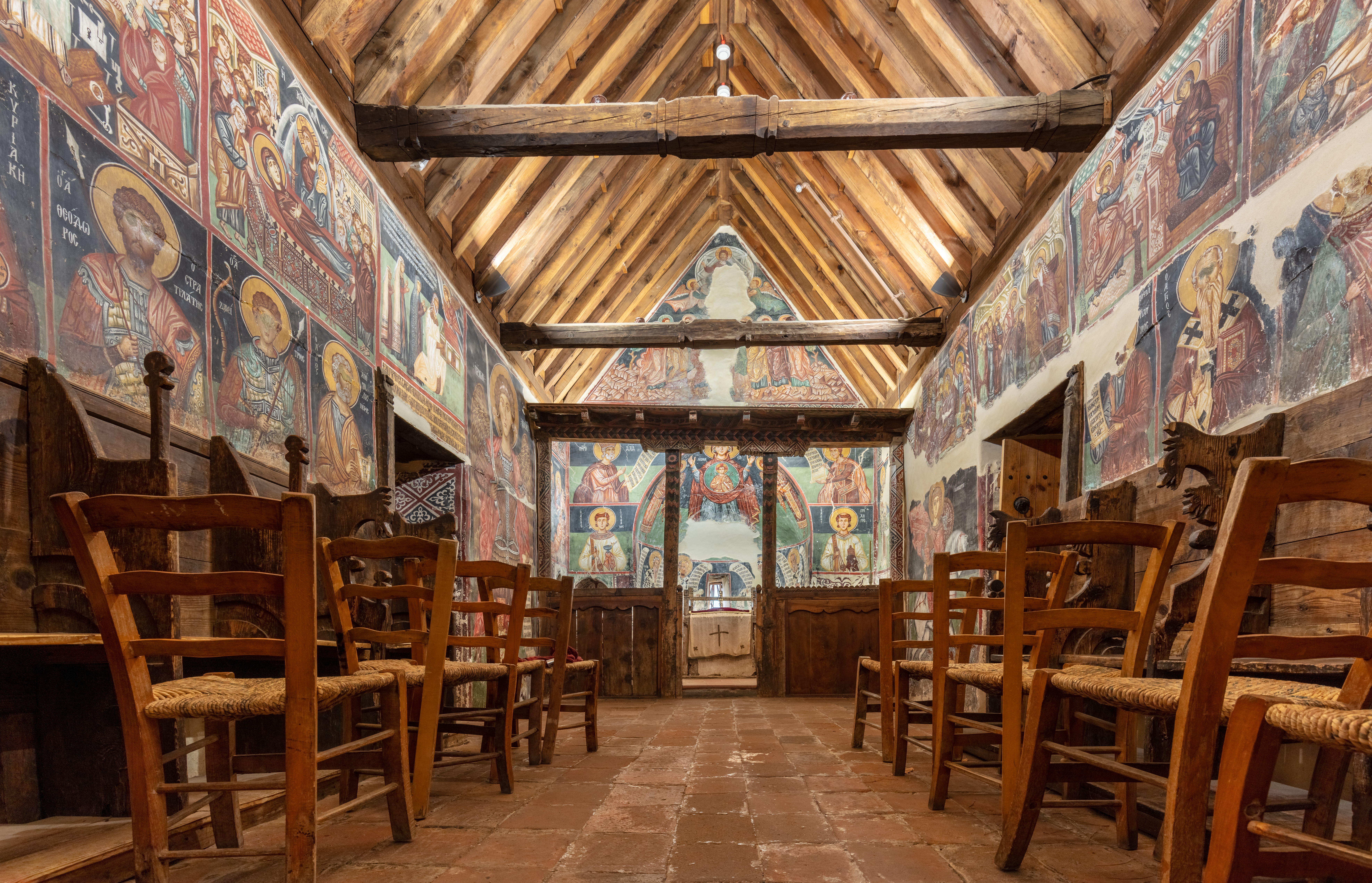
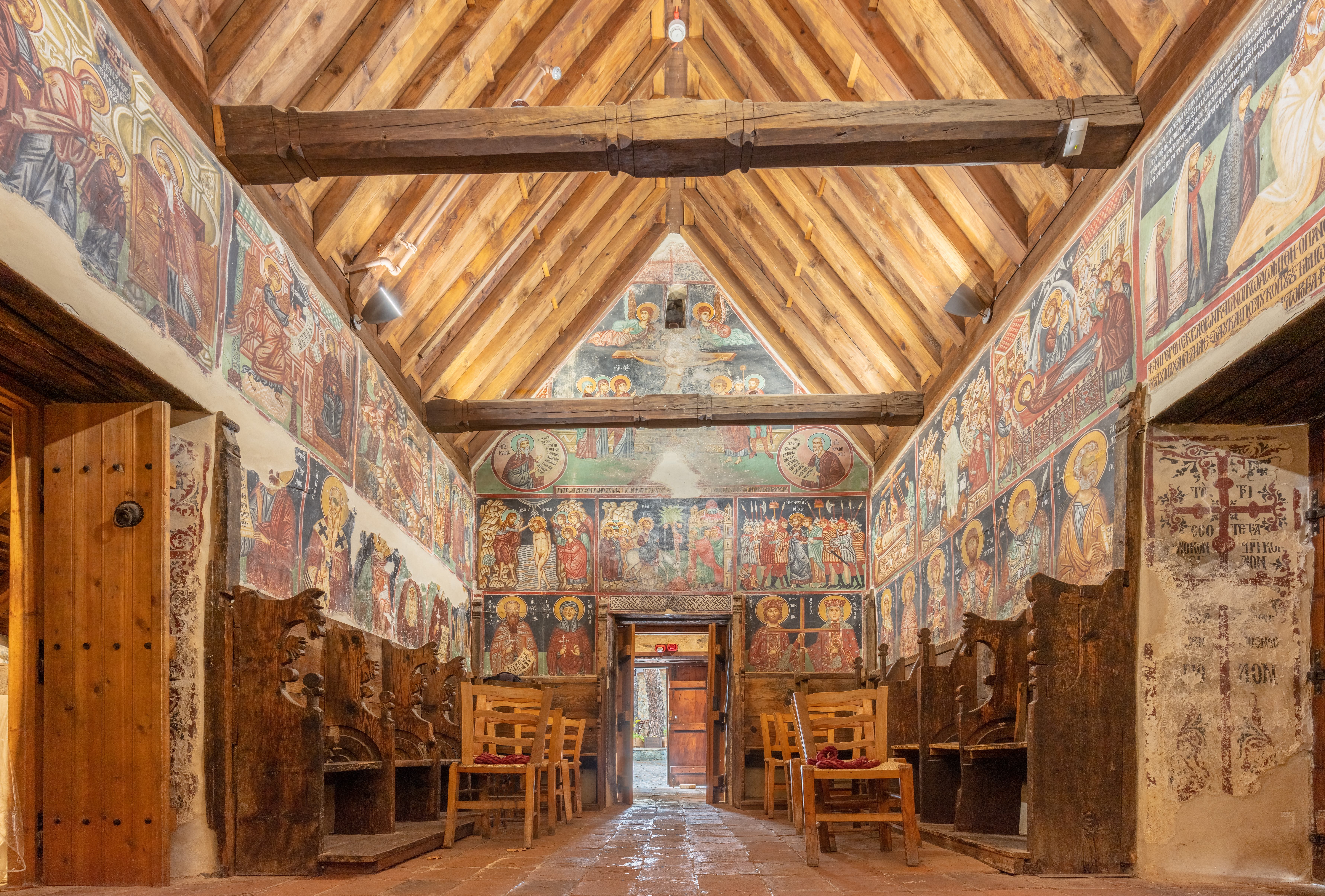
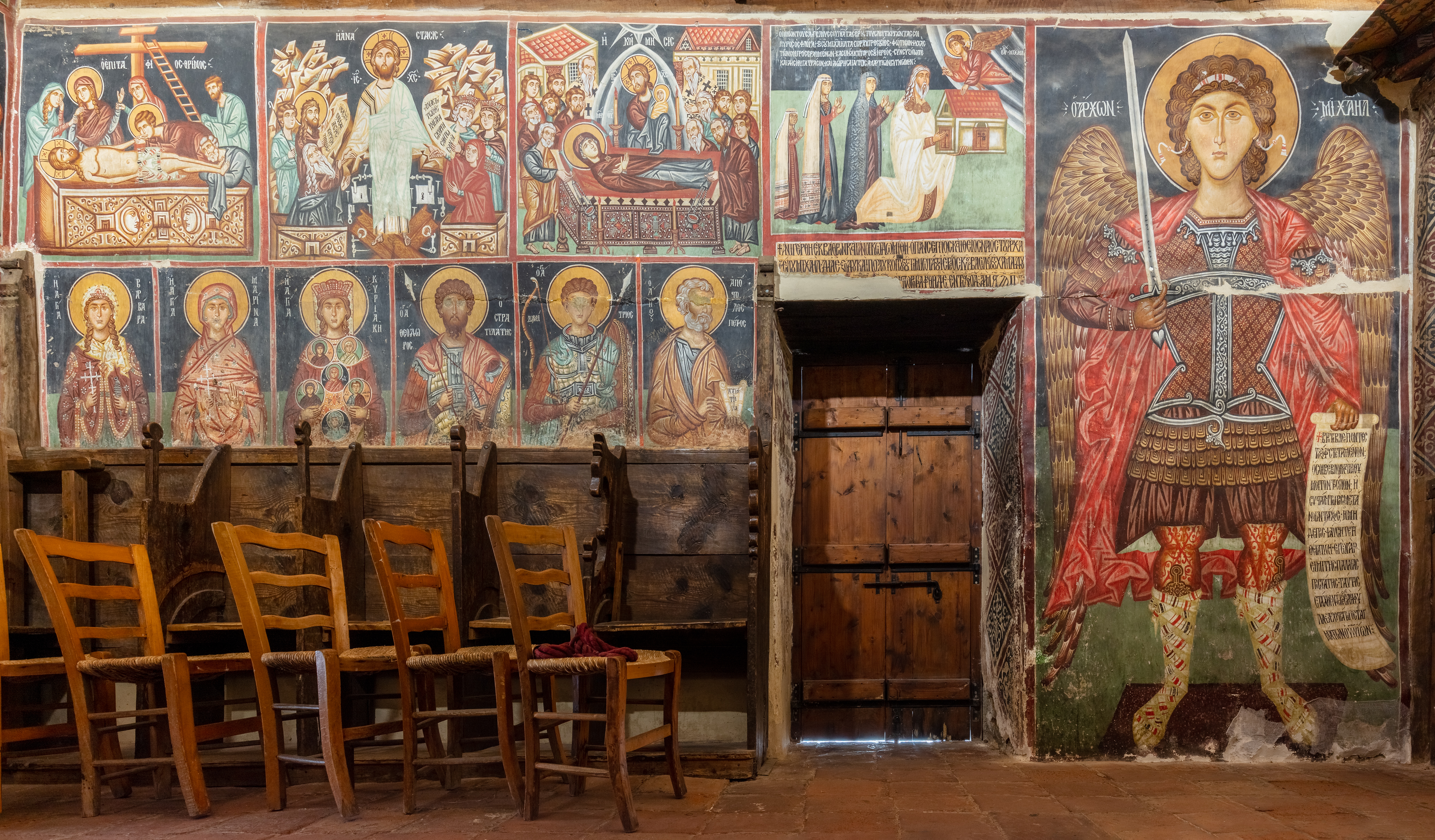
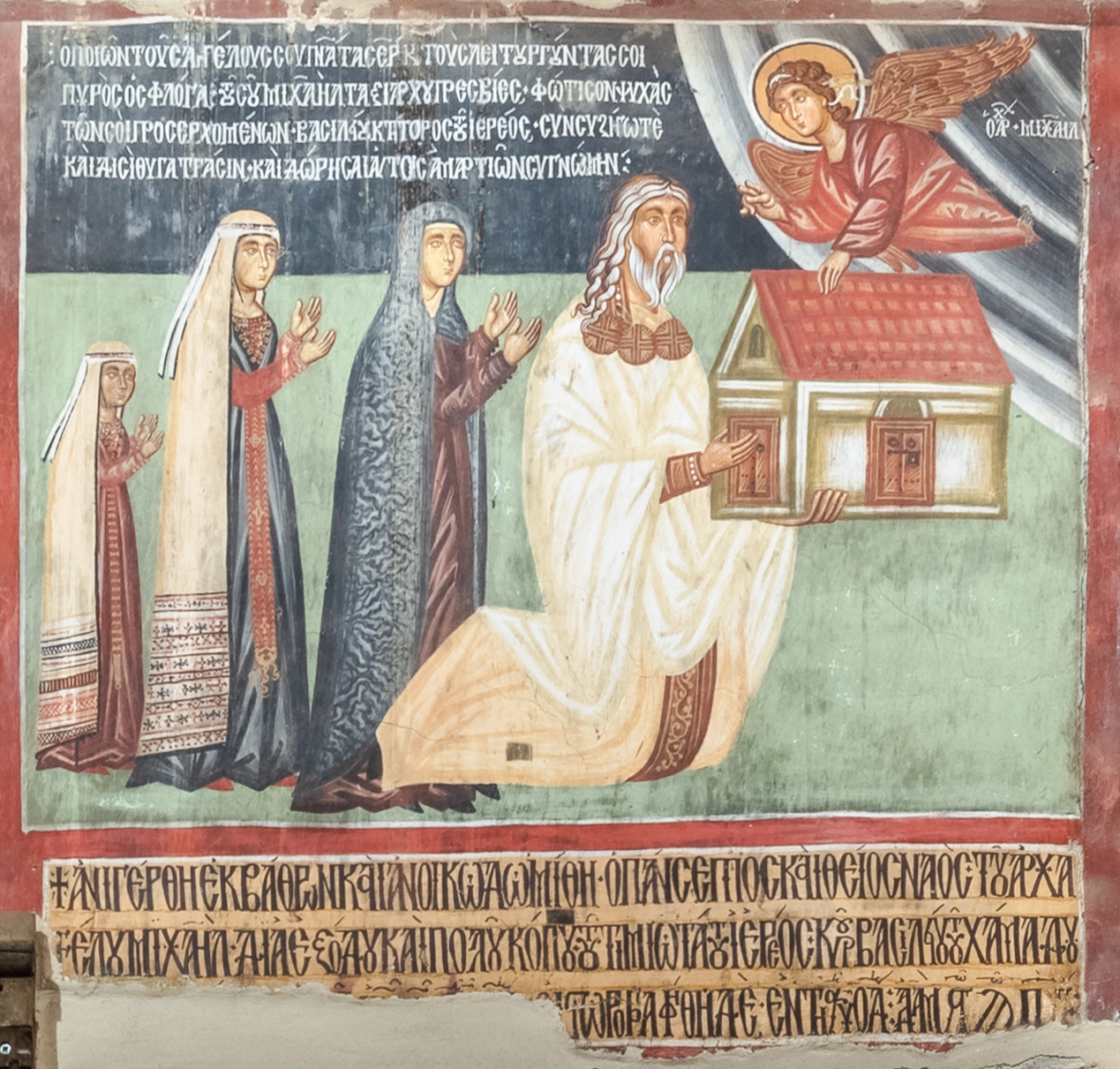
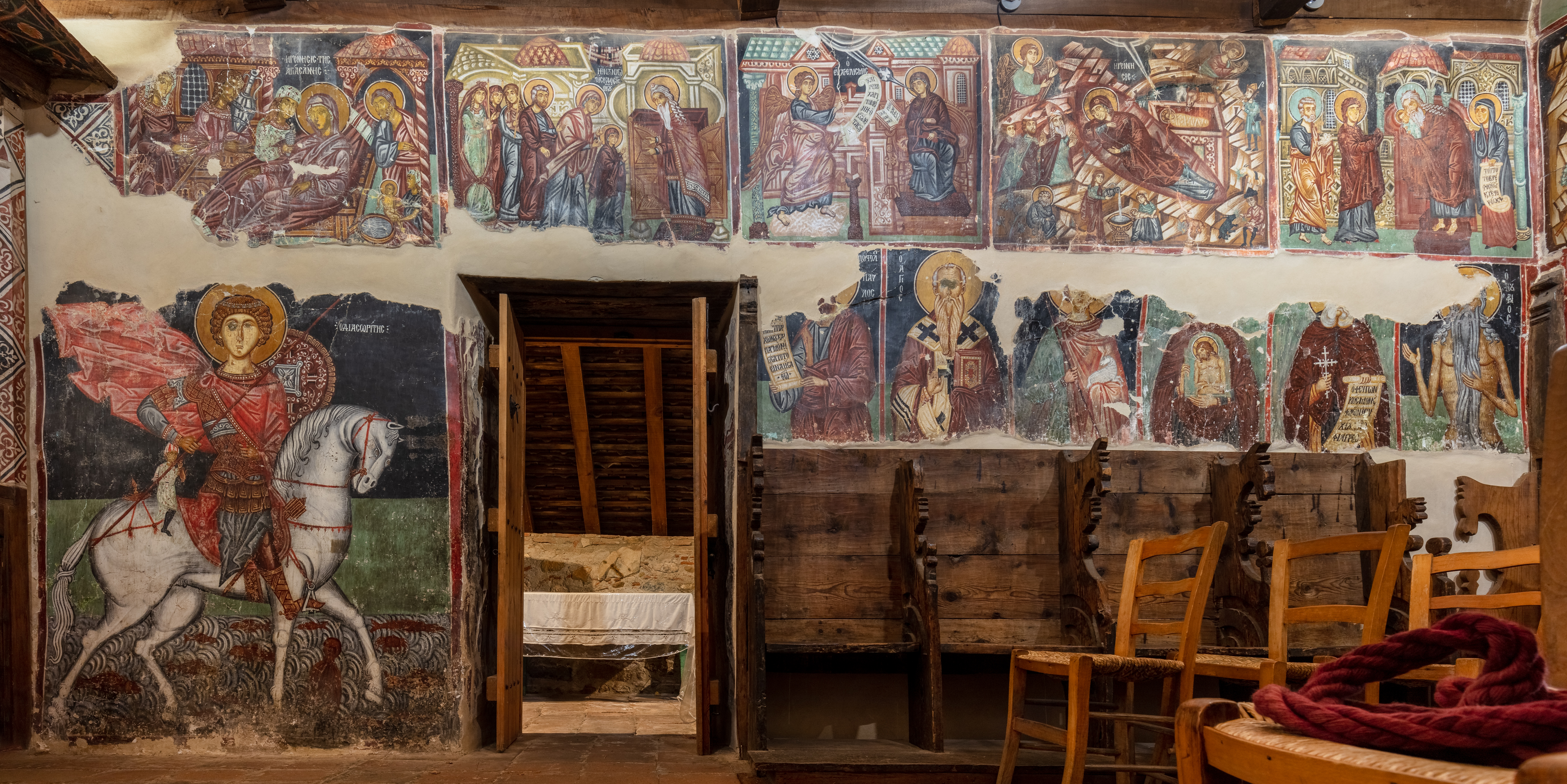
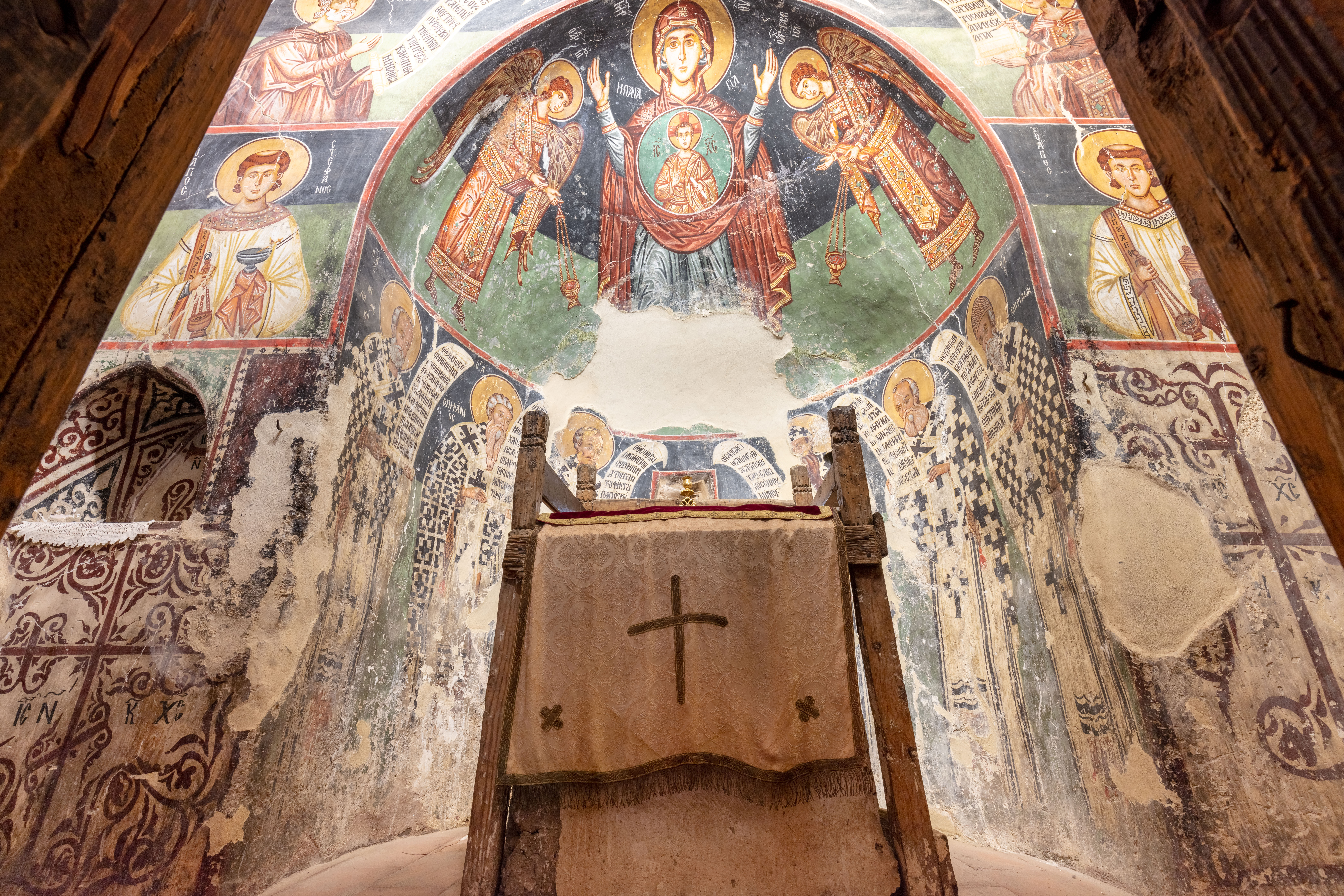
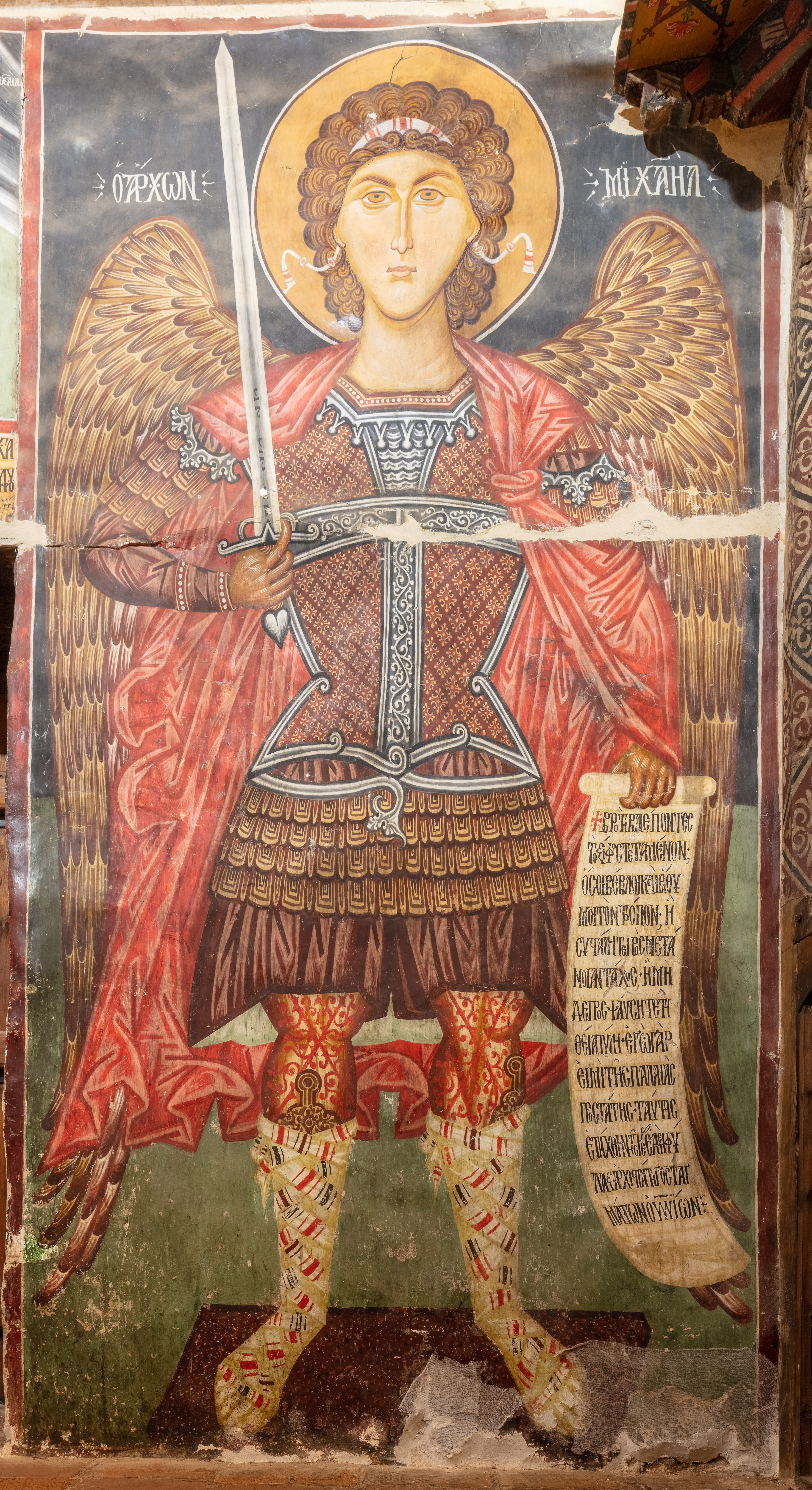
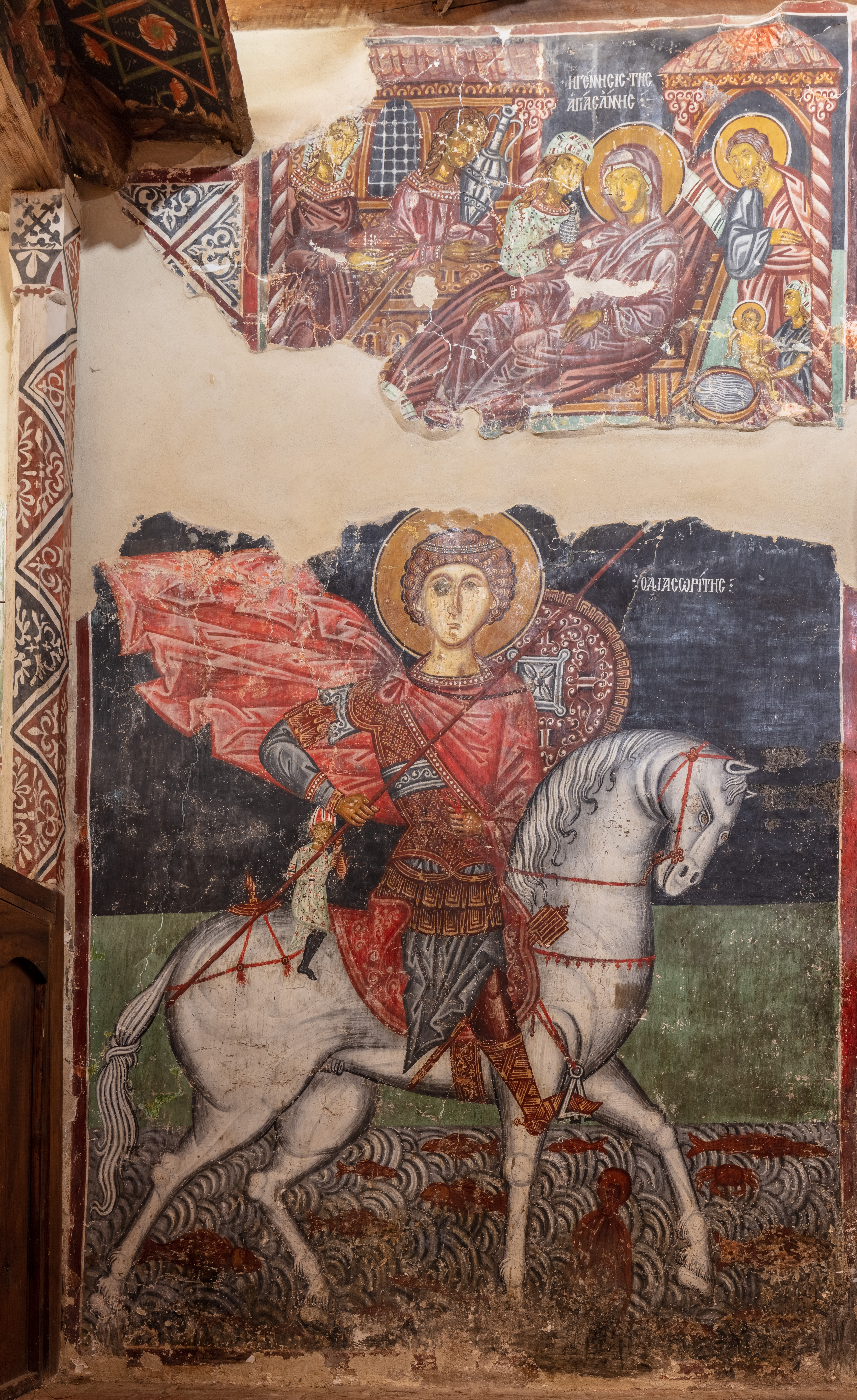